# Carlo Rossetti
Carlo Rossetti (ur. w 1614 w Ferrarze, zm. 23 listopada 1681 w Faenzy) – włoski kardynał.

## Życiorys
Urodził się w 1614 roku w Ferrarze. Studiował na Uniwersytecie Bolońskim, gdzie uzyskał doktorat utroque iure, a także stopnie naukowe z filozofii i teologii. Po studiach został kanonikiem kapituły katedralnej w Ferrarze i referendarzem Najwyższego Trybunału Sygnatury Apostolskiej. Następnie został apostolskim reprezentantem przy królowej angielskiej. Ze względu na rewoltę purytańską, życie Rossettiego znalazło się w niebezpieczeństwie i musiał schronić się w pałacu Katarzyny Medycejskiej. 16 września 1641 roku został mianowany tytularnym arcybiskupem Tarsu, a 8 grudnia przyjął sakrę. 4 maja 1643 roku został arcybiskupem ad personam Faenzy. 13 lipca tego samego roku został kreowany kardynałem prezbiterem i otrzymał jako kościół tytularny San Cesareo in Palatio. 19 października 1676 roku został podniesiony do rangi kardynała biskupa i otrzymał diecezję suburbikarną Frascati. W 1680 roku został biskupem Porto e S. Rufina i subdziekanem Kolegium Kardynalskiego; pełnił tę funkcję do śmierci 23 listopada 1681 roku w Faenzy.